# London (Ohio)
London ist eine City im Madison County des Bundesstaates Ohio, Vereinigte Staaten. Das U.S. Census Bureau ermittelte bei der Volkszählung 2020 eine Einwohnerzahl von 10.279.
London ist der County Seat und damit Gerichtssitz von Madison County.

## Geschichte
1810, als Madison County eingeteilt wurde, fehlte eine geeignete Siedlung für den County Seat. Eine Kommission erwarb 200 Acren Land von einem John Muffin, um dort den Gerichtssitz zu errichten. Um diesen bildete sich die Stadt London.
Der Ort wuchs allerdings nur langsam und hatte im Jahr 1840 297 Einwohner. Erst ab Mitte des 19. Jahrhunderts erlebte er, hauptsächlich aufgrund des Anschlusses an zwei Eisenbahnlinien, einen nennenswerten Aufschwung und 1880 lebten 3292 Menschen in London. Das Wachstum hielt im 20. Jahrhundert an und im Jahr 2000 war London die Stadt mit der höchsten Einwohnerzahl in Madison County.

## Persönlichkeiten
- Chester E. Bryan (1859–1944), Zeitungsverleger und Politiker
- Clyde Tingley (1882–1960), Politiker, Gouverneur von New Mexico
- Dick LeBeau (* 1937), American-Football-Spieler und -Trainer
- James Hackett (* 1955), Manager, Präsident von Ford